# Onești
Oneşti er en by i Østkarpaterne i distriktet Bacău i Rumænien.
Gymnasten Nadia Comăneci blev født her i 1961. Fra 1965 til 1996 var byen kaldt "Gheorghe Gheorghiu-Dej" efter den rumænske leder.